# Ora zero e dintorni
Ora zero e dintorni è una serie televisiva di genere fantascientifico post apocalittico trasmessa tra il 1980 e il 1990 in 13 episodi.

## Produzione
La serie, ideata da Bepi Marzulli, Andrea Ferreri e Lucio Gaudino, venne prodotta dalla Edizioni Condor di Roma, distribuito dalla REA (Rusconi Editori Associati) nel 1980.
Ora zero e dintorni vinse il Festival Internazionale del Film di Fantascienza di Trieste nel 1981, ebbe i suoi fan affezionati, specialmente tra i giovanissimi, ed è stata la prima fiction seriale prodotta in Italia. La Rai, solo nel 1985 realizzò Aeroporto internazionale. Il modello produttivo di Ora Zero e dintorni che coinvolse investitori privati nella realizzazione di una serie televisiva di 13 episodi da vendere sul libero mercato, in Italia, nonostante il discreto successo dell'esperimento, non è stato più replicato.
La sigla iniziale è: "Io ricomincerei", è cantata da Luigi Lopez, scritto da Carla Vistarini e musicato dallo stesso Luigi Lopez

## Trama
Filo conduttore della serie è la vita di persone normali che viene radicalmente cambiata dall'incontro con l'"Ora zero” di un olocausto nucleare. Ci sono storie di sopravvissuti, di cannibalismo, di valori sociali alterati.
(Introduzione all'inizio di ogni episodio con la voce narrante di Bruno Alessandro)

## Titoli episodi
- 01) Un uomo incompreso
- 02) L'età dello sviluppo
- 03) Pochi minuti ancora
- 04) Lieto fine
- 05) Extra Mild
- 06) Gastronomia prossima ventura
- 07) Drugstore
- 08) Pane quotidiano
- 09) Maquillage
- 10) Maternità
- 11) Commercio
- 12) La pianta che sorride
- 13) La crisi della talpa

## Distribuzione
Ora zero e dintorni è stata trasmessa per la prima volta nel 1980 da Quinta Rete e in seguito replicata per qualche anno da molte altre televisioni private. Lo slogan con cui venne pubblicizzata è "tredici storie dal vostro futuro". Recentemente è stato riproposto dopo tanti anni, da Retequattro, nella fascia notturna

## Influenza culturale
In questa serie italiana il richiamo alla serie tv statunitense Ai confini della realtà (The Twilight Zone) nel tono e nella trattazione delle storie è evidente e dichiarato, anche nell'uso degli switching endings, in cui il punto di vista dello spettatore è ribaltato con un colpo di scena finale.
Nel 1984 uscì sugli schermi italiani, distribuito dalla Titanus, The Day After - Il giorno dopo, film per la televisione statunitense del 1983 scritto da Edward Hume e diretto da Nicholas Meyer. 